# Ostrzewka
Ostrzewka – osada w Polsce położona w województwie zachodniopomorskim, w powiecie gryfińskim, w gminie Trzcińsko-Zdrój.
Obecnie budynki zostały włączone do numeracji ulicy Chojnickiej prowadzącej z Trzcińska-Zdroju w kierunku zachodnim.
W latach 1975–1998 miejscowość administracyjnie należała do województwa szczecińskiego.